# Valentine Pasche
Pour les articles homonymes, voir Pasche.
Valentine Pasche (alias Valp), née le 10 avril 1979 à Genève en Suisse, est une dessinatrice, scénariste et coloriste autodidacte de bandes dessinées.

## Biographie
Valentine Pasche naît le 10 avril 1979 à Genève en Suisse où elle vit et travaille toujours aujourd'hui.
Après avoir terminé sa scolarité, elle fait un an de scolarité à l'École de culture générale avant de faire trois ans aux Arts Décoratifs. Puis vient le travail dans la bande dessinée à temps complet. Elle s'inspire d'un grand nombre de médias à tendance fantastique.
Elle gère une galerie DeviantArt de ses illustrations sous le pseudonyme de Sally Avernier (en référence à Eve Avernier, personnage de Lock).
Beaucoup d'illustrations reprennent des thèmes magiques (Harry Potter occupe une part prépondérante), du cinéma fantastique (Pirates des Caraïbes, Batman, Star Wars) ou encore de la littérature classique (Sherlock Holmes). Les personnages principaux de sa série Lock sont des caricatures de ses proches. 
Le premier tome de sa série Ashrel est sorti le 20 mai 2009 et a reçu le Prix Rodolphe-Töpffer de la ville de Genève le 4 décembre 2009. Le premier tome de sa nouvelle série, Les fantômes de Neptune, est sorti en 2015. Il a  été diffusé dans Lanfeust Mag. Les fantômes de Neptune est une BD d'aventure et de science-fiction uchronique se situant dans un contexte steampunk.
Le 4 mars 2020, elle réalise avec Iban Coello l'une des variantes covers pour la série Black Panther, agents of Wakana #7 chez Marvel.

## Publications

### Scénariste, dessinatrice, coloriste
- Lock Tome 1 : Nepharius, 2001, 54 p. (ISBN 2-940199-58-2)[3]
- Lock Tome 2 : Mécanique Céleste, Genève/Paris, Paquet / diff. Hachette, 2002, 56 p. (ISBN 2-940199-92-2)
- Lock Tome 3 : Le Prix du Passé, 2004 (ISBN 2-940334-46-3)
- Lock Hors-Série : Le Guide de Lock, 2004 (ISBN 2-940334-57-9)
- Lock Tome 4 : Abrasombra, Genève (Suisse), Paquet, 2006, 48 p. (ISBN 2-88890-110-2)
- Lock - L'Intégrale, 2008
- Ashrel Tome 1 : Dragon, 2009 (ISBN 978-2-7560-0729-8 et 2-7560-0729-3)
- Ashrel Tome 2 : Wesconda, Paris, Delcourt, 2010, 47 p. (ISBN 978-2-7560-1803-4, BNF 42260175)
- Ashrel Tome 3 : Tanatis, 2011, 47 p. (ISBN 978-2-7560-1804-1 et 2-7560-1804-X)
- Ashrel Tome 4 : Le cercle noir, 2012 (ISBN 978-2-7560-3067-8 et 2-7560-3067-8)
- Les Fantômes de Neptune – 1. Kheropis, Paris, Delcourt, 2015, 55 p. (ISBN 978-2-7560-5390-5)
- Les Fantômes de Neptune - 2. Rorqual, 2017
- Les Fantômes de Neptune - 3. Collapsus, 2019
- Les Fantômes de Neptune - 4. Portail, 2021

### Scénariste, dessinatrice
- Lock Tome 5 : Langorytes, Genève (Suisse), Paquet, 2007, 52 p. (ISBN 978-2-88890-239-3 et 2-88890-239-7)

### Dessinatrice, coloriste
- Sketchbook Valp, Montpellier, Comix Buro, 2011 (ISBN 978-2-916518-51-0)

### Séries
- Lock, 5 volumes et un hors série.
- Ashrel, 4 volumes.
- Les Fantômes de Neptune, 3 volumes (série en cours).

## Prix et récompenses
- Prix Coup de soleil de la Caisse d’épargne, Antibes, 2002[4]
- Soleil D'Or du meilleur coloriste, Solliès-Ville, 2003 [5]
- Prix Töpffer, Genève, 2009, pour Ashrel, t. 1 : Dragon[2]
- Prix Cluny, 2010
- Marraine du festival de Cluny, 2017[6]

## Photographies

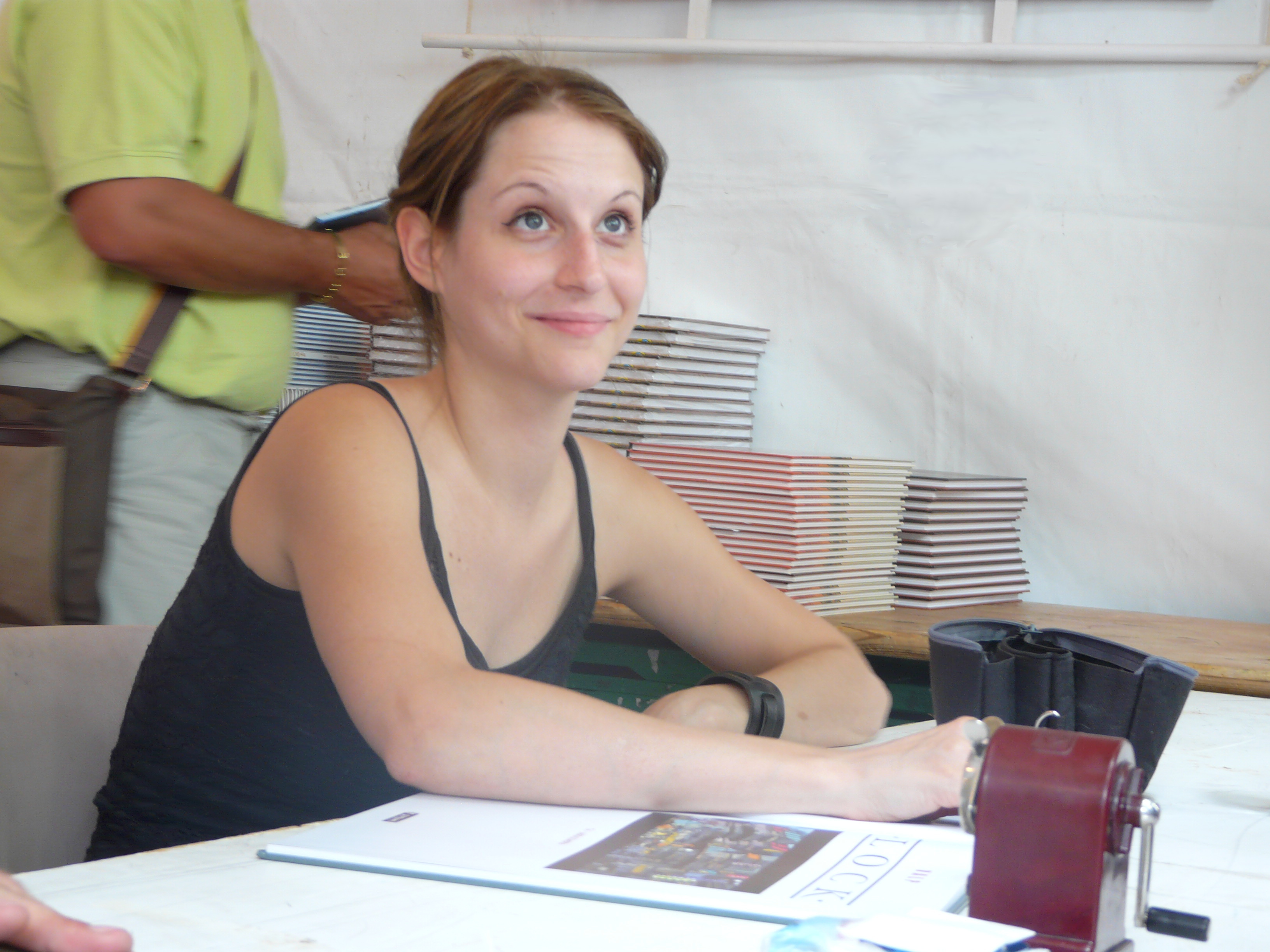
Valp au festival de BD de Solliès-Ville en 2008.
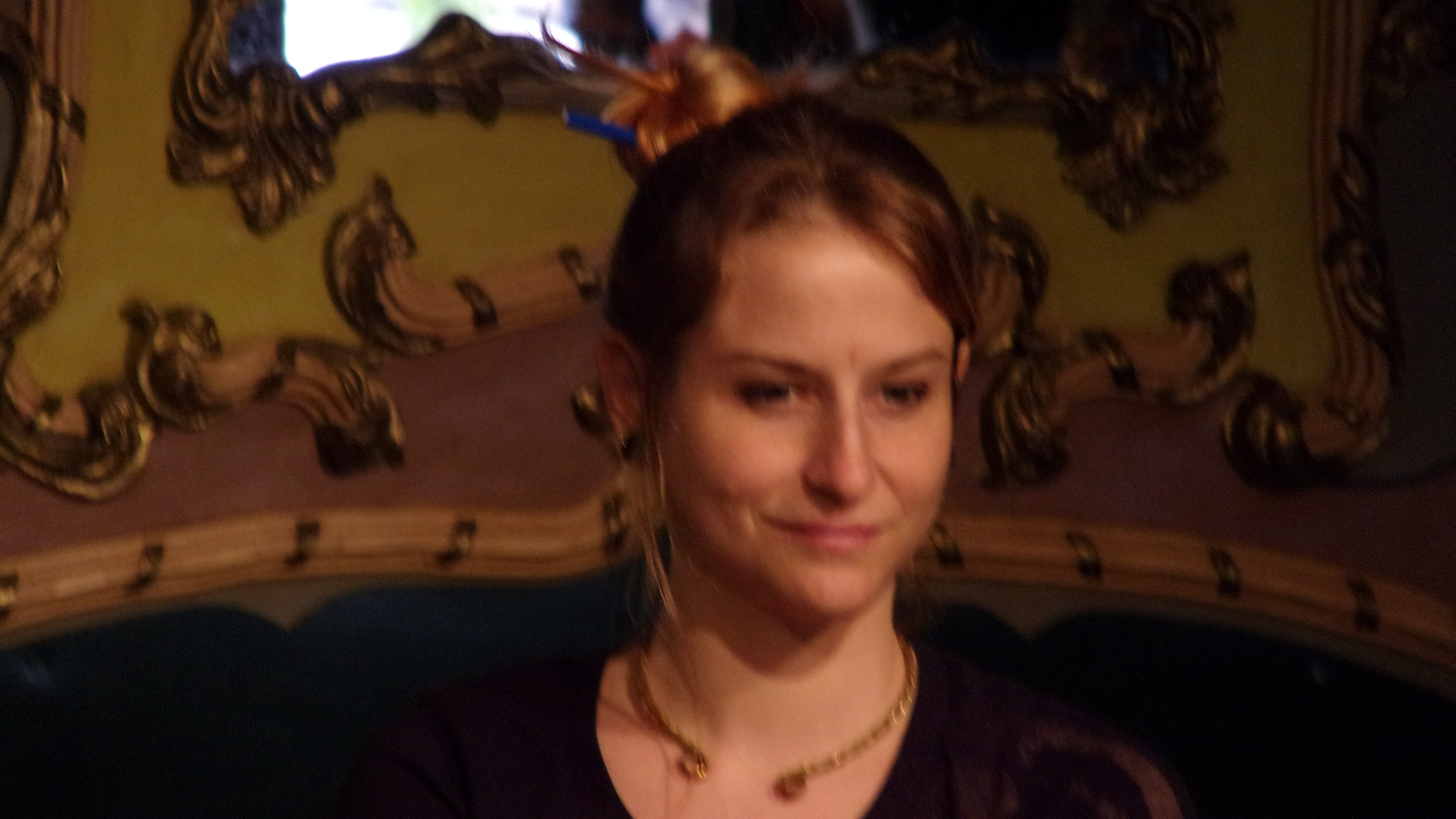
Valp au festival des Imaginales (Épinal) en mai 2017.